# Georgien i Eurovision Song Contest 2011
Georgien deltog i Eurovision Song Contest 2011 i Düsseldorf, Tyskland. Landet valde artist och bidrag genom en nationell final, som anordnades av Georgiens offentliga television (GPB).

## Tävlingsupplägg
För fjärde gången kom Georgien att tävla i Eurovision Song Contest; tidigare hade landet deltagit år 2007, 2008 och 2010. GPB hade en nationell final likt 2010. Artister och låtskrivare kunde skicka in bidrag till och med den 5 februari. Både artister och låtskrivare som skickade in bidrag till tävlingen var tvungna att vara georgiska medborgare. Den nationella finalen ägde rum den 19 februari.

## Final
Den 11 februari meddelade GPB de tio artister som deltog i finalkvällen. Även låttitlarna meddelades under samma dag. Den 13 februari 2011 meddelade Keti Ordzjonikidze och Boris Bedia att man drog sig ur tävlingen. Inga ersättare kallades in och finalen fick i stället åtta deltagare. Den 18 februari meddelade GPB att sångerskan Tako Gatjetjiladze drog sig ur tävlingen på grund av hälsoproblem. Inte heller denna gång kallades någon ersättare in och finalen fick i stället sju deltagare. Samtliga bidrag utom två framfördes på engelska. Temo Sadzjaias bidrag, "Dzjariskatsis simghera", och Dito Lagvilava ft. November med "Am achal dghes" framfördes på georgiska. Finalen vanns av rockgruppen Eldrine med låten "One More Day".
| Nr | Artist                      | Bidrag                                        | Översättning            | Text (t) och musik (m)                                                      | Plats |
| -- | --------------------------- | --------------------------------------------- | ----------------------- | --------------------------------------------------------------------------- | ----- |
| 1  | Temo Sadzjaia               | "Dzjariskatsis simghera" "ჯარისკაცის სიმღერა" | Soldatens sång          | Rati Amaglobeli (t), Dato Portjchidze (m)                                   |       |
| 2  | Salome Korkotasjvili        | "Love"                                        | Kärlek                  | Levan Svanisjvili (t), Salome Korkotasjvili (t & m)                         |       |
| 3  | Sweet Pills                 | "Face To Face"                                | Ansikte mot ansikte     | Mari Manjavidze (t), Tako Dzjordania (t), Zura Machniasjvili (m)            |       |
| 4  | Dito Lagvilava och November | "Am achal dghes" "ამ ახალ დღეს"               | Ny dag                  | Davit Mtjedlisjvili (t), Dito Lagvilava (t), Lasja Mikautadze (m)           |       |
| 5  | Nini Sjermadini             | "Rejected"                                    | Avvisad                 | Leonidas Chantzaras (t & m), Peter Ries (t & m) Paulini Curuenavuli (t & m) |       |
| 6  | The Georgians               | "Loved, Seen, Dreaming"                       | Älskad, sedd, drömmande | Giorgi Amasjukeli (t & m)                                                   |       |
| 7  | Eldrine                     | "One More Day"                                | En dag till             | DJ Rock (t), Micheil Tjelidze (t), Beso Tsichelasjvili (DJ BE$$) (m)        | 1     |

## Vid Eurovision Song Contest
Eldrine tävlade i den första semifinalen, den 10 maj 2011. Den 23 februari meddelade GPB att fjolårets georgiska representant, Sofia Nizjaradze, kom att dela ut Georgiens poäng i tävlingen. Man meddelade samtidigt att Sofia Altunisjvili skulle kommentera tävlingen i GPB. Väl i finalen slutade Eldrine på en nionde plats, Georgiens bästa placering någonsin (delad med Sofia Nizjaradze från år 2010). 

### Fotnoter
1. ↑  http://www.eurovision.tv/page/news?id=22833&_t=43+nations+on+2011+participants+list!
2. ↑  ”Arkiverade kopian”. Arkiverad från originalet den 8 januari 2011. https://web.archive.org/web/20110108155357/http://www.esctoday.com/news/read/16297. Läst 2 januari 2011.
3. ↑  http://www.eurovision.tv/page/history/by-country/country?country=50
4. ↑  http://www.eurovision.tv/page/news?id=24383&_t=georgia_national_selection_starts_with_call_for_songs
5. 1 2  ”Arkiverade kopian”. Arkiverad från originalet den 12 februari 2011. https://web.archive.org/web/20110212143044/http://www.esctoday.com/news/read/16715. Läst 11 februari 2011.
6. ↑  ”Arkiverade kopian”. Arkiverad från originalet den 16 februari 2011. https://web.archive.org/web/20110216132957/http://esctoday.com/news/read/16760. Läst 13 februari 2011.
7. ↑  ”Tako Gachechiladze not to sing in National Final”. eurovision-georgia.ge. 18 februari 2011. http://www.eurovision-georgia.ge/ReadMore.aspx?Location=461&LanguageID=2.[död länk] (engelska)
8. ↑  Montebello, Edward (19 februari 2011). ”Georgia: Eldrine to Dusseldorf”. estoday. Arkiverad från originalet den 21 februari 2011. https://web.archive.org/web/20110221191754/http://www.esctoday.com/news/read/16814. (engelska)
9. ↑  ”Face of Georgia at Eurovision 2011 to be Sofia Nizharadze”. News.Az. 23 februari 2011. Arkiverad från originalet den 27 februari 2011. https://web.archive.org/web/20110227043213/http://www.news.az/articles/georgia/31898. Läst 24 februari 2011. (engelska)
10. ↑  ”Sofia Altunishvili will be announcer of the live broadcasting of ESC”. GPB. 23 februari 2011. http://www.1tv.ge/News-View.aspx?Location=17222&LangID=2.[död länk] (engelska)